# Lingadhalli(Jukal), Aurad
Lingadhalli(Jukal) là một làng thuộc tehsil Aurad, huyện Bidar, bang Karnataka, Ấn Độ.